# Can Cabo
Can Cabo és una casa de Súria (Bages) protegida com a Bé Cultural d'Interès Local.

## Descripció

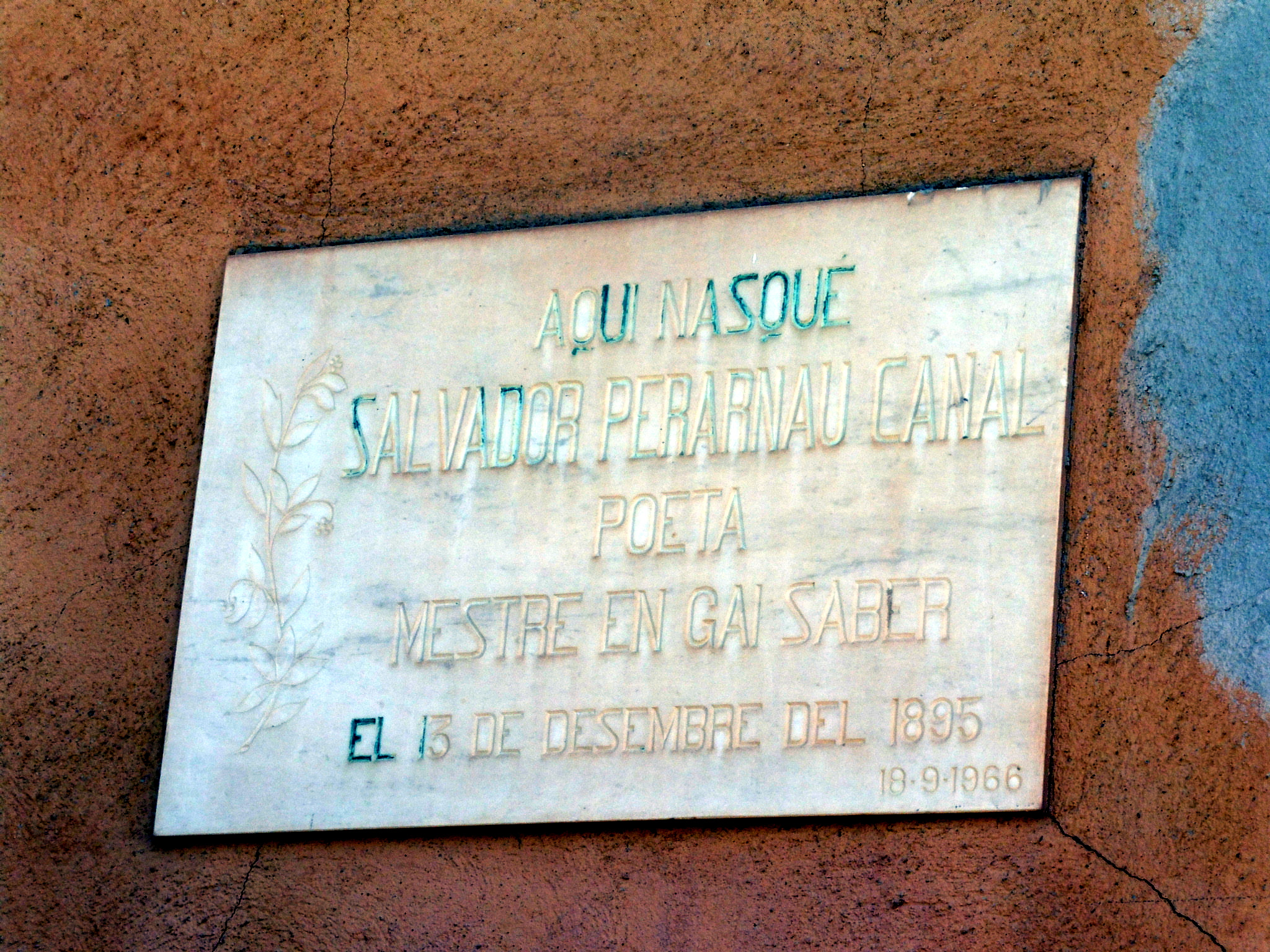
Placa commemorativa

Edifici situat a la vora de la carretera en direcció a Manresa. Es tracta d'un edifici de quatre altures, planta baixa, dos pisos i golfes. La façana principal es presenta arrebossada tot i que els murs són de maçoneria. Destaca per ser una construcció sòbria i per la simetria de les obertures allindanades de proporció vertical, només alterades per les obertures mixtilínies de les golfes. El ràfec de pedra presenta una decoració d'escacs.

## Història
El 21 de juliol de 1900, Ramon Perarnau i Solans va comprar a Josep Lladó i Arpa una peça de terra d'unes 3 ha on hi havia una casa en construcció.